# درب (صيدا)
درب  هي إحدى القرى اللبنانية من قرى قضاء صيدا في محافظة الجنوب.
تبعد درب السيم حوالي 46 كلم (28.5844 مي) عن بيروت عاصمة لبنان. ترتفع حوالي 5 م (16.405 قدم - 5.468 يارد) عن سطح البحر وتمتد على مساحة تُقدَّر بـ 316 هكتاراً (3.16 كلم²- 1.21976 مي²).